# València a l'Època de l'Esplendor
Al segle xv València va viure una etapa de gran desenvolupament econòmic i esplendor cultural i artístic, anomenada el segle d'or o l'Època de l'Esplendor. Es va crear la Taula de Canvis i Depòsits, una banca municipal en suport de les operacions comercials, la indústria local —que tenia els teixits al capdavant— va aconseguir un gran desenrotllament, i la ciutat es va convertir en un empori comercial al qual acudien mercaders de totes les parts d'Europa. A l'acabament del segle es va construir la Llotja de la Seda, centre de transaccions i un verdader temple del comerç.

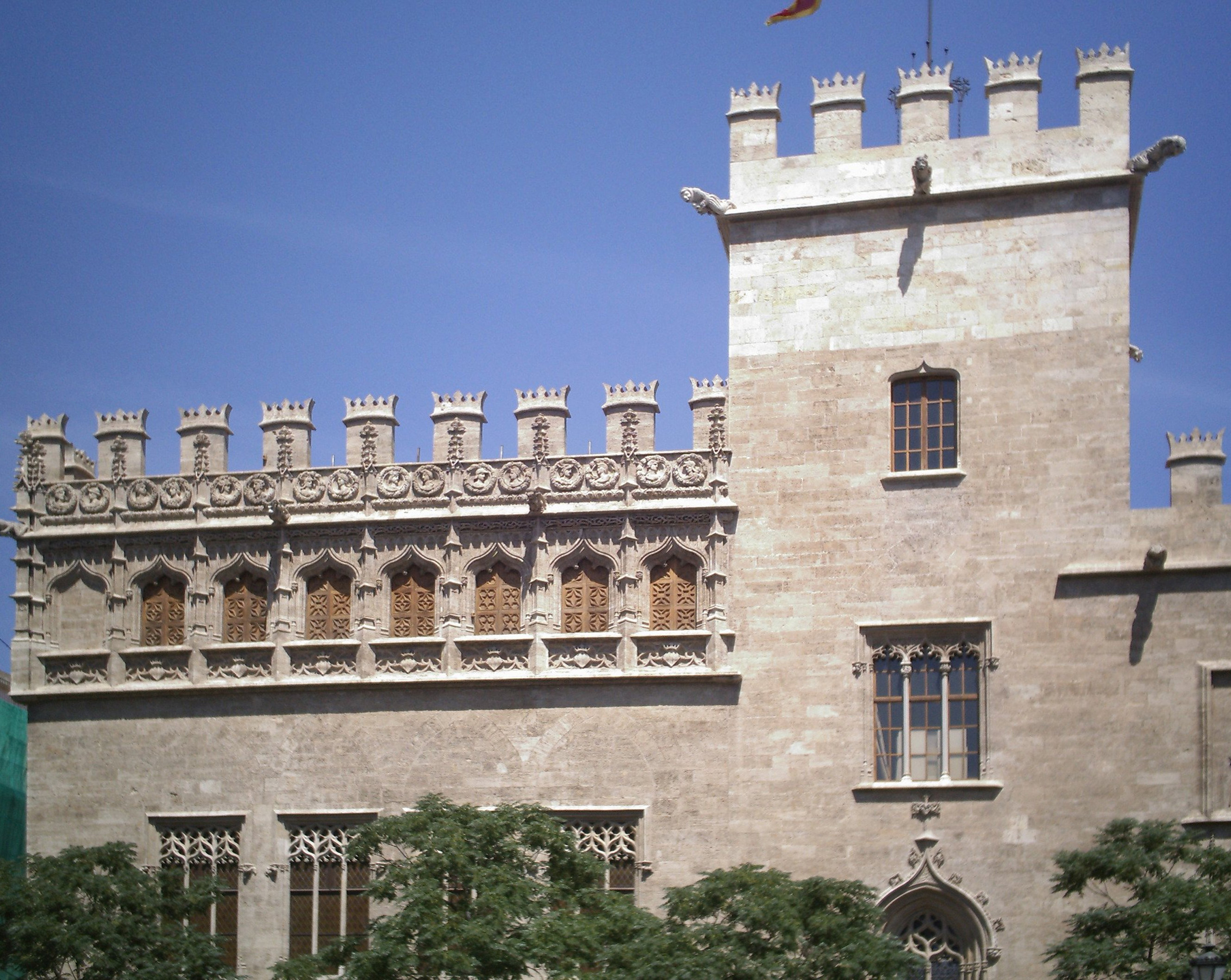
Llotja de la Seda

Aquest auge econòmic té el seu reflex en el pla artístic i cultural. S'alcen ara alguns dels edificis més emblemàtics de la ciutat, com les Torres de Serrans (1392), la Llotja (1482), el Micalet o la capella dels Reis del convent de Sant Doménec. En pintura i escultura es deixen sentir les tendències flamenques i italianes en artistes com Lluís Dalmau, Gonçal Peris o Damià Forment. En literatura, sota la protecció de la cort d'Alfons el Magnànim florix la producció escrita, de la mà d'autors com ara Ausiàs March, Joan Roís de Corella o Isabel de Villena. Cap al 1460 Joanot Martorell escriu el Tirant lo Blanch, una innovadora novel·la de cavalleria que va influir en nombrosos autors posteriors, des de Cervantes a Shakespeare.